# U-148
U-148 — малая немецкая подводная лодка типа II-D для прибрежных вод, времён Второй мировой войны. Заводской номер 277.
Введена в строй 28 декабря 1940 года. Входила в 24-ю флотилию, с 1 октября 1941 года находилась в 21-й флотилии, с 1 марта 1945 года входила в 31-ю флотилию. Во всех флотилиях использовалась в качестве учебной подводной лодки. 2 мая 1945 года затоплена экипажем в порту города Вильгельмсхафен.